# Черниково (Орловская область)
Черниково — деревня в Колпнянском районе Орловской области. Входит в состав Карловского сельского поселения. Население — 64 чел. (2010).

## История
В архивном документе 1795 года написано: «село Колпенское реки Сосны и оврага Дубового на левых сторонах». В его состав входили сельца (селения с усадьбами помещиков) Черниково, Озерки, Андреевка, Борисовка, Крутое, Вышняя Андреевка. В сельце Черникове, что «по обе стороны верха Колпенского» имелось четыре усадьбы: две дворян Черниковых — Александра Григорьевича и Ильи Васильевича, дом некоего ливенского приказного — городового секретаря Авраама Шебекина и владение надворного советника Ивана Федоровича Цурикова.

## География
Черниково находится в пределах центральной части Среднерусской возвышенности, в лесостепной зоне, в юго-восточной части области, в центральной части района, у реки Колпенка и её притока — р. Озера.
Уличная сеть не выражена; деревня сформирована 5 обособленными кварталами.
Климат
Климат умеренно континентальный; средняя температура января −8,5 °C, средняя температура июля +18,5 °C. Среднегодовая температура воздуха составляет +4,6 °C. Абсолютный минимум температуры воздуха составляет −38 °C, а абсолютный максимум +37 °C. Годовое количество осадков 500—550 мм, в среднем 515 мм. Количество поступающей солнечной радиации составляет 91-92 ккал/см². По агроклиматическому районированию деревня Черниково, также как и весь район и поселение, относится к южному с коэффициентом увлажнения 1,2-1,3.
Часовой пояс
деревня Черниково, как и вся Орловская область, находится в часовой зоне МСК (московское время). Смещение применяемого времени относительно UTC составляет +3:00.

## Население
| 2002 | 2010 |
| ---- | ---- |
| 116  | ↘64  |

Национальный состав
Согласно результатам переписи 2002 года, в национальной структуре населения русские составляли 89 % от общей численности населения в 116 жителей

## Инфраструктура
Личное подсобное хозяйство с зоной сельскохозяйственного использования, индивидуальная застройка усадебного типа.

## Памятники
Памятники истории Колпнянского района
- Братская могила советских воинов (1943) — находится в центре д. Черниково, Решение Обл. исполкома № 33 от 27.01.1987, регистрационный номер 5710769000[2];

- Могила советского летчика (1943) — находится в д. Черниково, возле магазина[3]. Пост. Обл. Совета, регистрационный номер 5710770000[2].

## Транспорт
Выезд на автодорогу межмуниципального значения «Глазуновка — Малоархангельск — Колпны — Долгое» (идентификационный номер 54 ОП РЗ 54К-8) (Постановление Правительства Орловской области от 19.11.2015 N 501 (ред. от 20.12.2017) «Об утверждении Перечня автомобильных дорог общего пользования регионального и межмуниципального значения Орловской области»).
Просёлочные дороги.